# Ermischiella chichijimana
Ermischiella chichijimana es una especie de coleóptero de la familia Mordellidae.

## Distribución geográfica
Habita en las  islas Bonin (Japón).